# Philip James
Philip James també conegut com a Frederick Wright (Jersey City, 17 de maig de 1890 – Southampton, N.Y., 1 de novembre de 1975) fou un organista, compositor i director d'orquestra estatunidenc.
Entre els seus mestres particulars al seu país, James tingué Elliott Schenck, Rosario Scalero, Homer Norris i Rubin Goldmark. El 1909 se'n va anar a França per estudiar amb Joseph Bonnet i Alexandre Bridge. James va començar les seves activitats com a director després de servir en l'exèrcit dels Estats Units durant la Primera Guerra Mundial. Va dirigir diversos orquestra abans de fundar el 1922 l'Orquestra Simfònica de New Jersey, que va dirigir durant anys sencers.
De 1929 a 1936 va ser també director convidat de la Little Orchestra Bamberger. També va ser director convidat amb la majoria de les principals orquestres d'Amèrica. El 1923, va ser nomenat professor de la Universitat de Nova York, convertint-se en president del departament de la música el 1934: es va retirar el 1955. També en la Universitat de Colúmbia (1931-1938).
Tingué gran èxit la música orquestral de James, els elements existents més primerenques són una suite per a orquestra (1924) i Overture a Olden Estil en Noëls francesa, composta el 1926. En el mateix any va escriure una simfonia de cambra i la primera dels seus tres Bret Harte obertures: la data a partir de 1933 i 1935. Després amb els anys va escriure, 2 simfonies i peces per a orquestra; banda de música: treballs per a piano i orgue; quartets de corda; quintets de vent; música de cambra i diverses cantates com la (General William Booth Enters into Heaven, amb cors d'home, trompeta, trombó, percussió i dos pianos, 1932). Música litúrgica vocal, diverses cançons.